# Bangladesh
Il Bangladesh (pronuncia italiana /banɡlaˈdɛʃ/ o /ˈbanɡladɛʃ/; in bengali বাংলাদেশ, Bāṁlādēś, pron. [ˈbaŋlaˌdeʃ]), ufficialmente Repubblica Popolare del Bangladesh (in bengali গণপ্রজাতন্ত্রী বাংলাদেশ, Gaṇaprajātantrī Bāṁlādēśa), è uno Stato dell'Asia meridionale. Confina su tutti i lati con l'India con l'eccezione di un piccolo tratto, nell'estremo sud-est, in cui confina con il Myanmar; a sud è bagnato dal golfo del Bengala.
Assieme con lo Stato indiano del Bengala Occidentale costituisce la regione etnico-linguistica dei bengalesi o del Bengala. Il nome Bangladesh significa in bengalese Paese del Bengala. Il Paese si estende su 147570 km² (compresi 10090 km² di acque) e conta una popolazione di circa 173 milioni di abitanti, ottavo al mondo, e uno dei più densamente popolati; la capitale è Dacca.
I confini dell'odierno Bangladesh sono stati stabiliti con la divisione del Bengala nel 1947, quando la regione divenne la porzione orientale del neocostituito Pakistan, sebbene separata dal resto dello Stato da 1600 km di territorio dell'India. Discriminazioni linguistiche, politiche ed economiche condussero ad agitazioni popolari contro il Pakistan occidentale, che portarono alla guerra per l'indipendenza nel 1971 e la costituzione dello Stato del Bangladesh. Tuttavia, la nuova nazione ha dovuto sopportare carestie, catastrofi naturali e povertà diffusa, oltre a sconvolgimenti politici e colpi di stato militari. Il ripristino della democrazia nel 1991 (vedi democrazia islamica) è stato seguito da una relativa stabilità e progresso economico.
Il Bangladesh è tra i paesi più densamente popolati del mondo e ha un elevato tasso di povertà. Geograficamente è collocato nella fertile pianura del delta di Gange e Brahmaputra, ed è soggetto alle annuali inondazioni dei monsoni e cicloni. Il Bangladesh è membro di Commonwealth, SAARC, BIMSTEC, OIC, e D-8. Come rilevato dalla Banca Mondiale nel luglio 2005, il paese ha compiuto progressi significativi nello sviluppo umano nei settori dell'alfabetizzazione, nella parità di scolarizzazione e nella riduzione della crescita demografica.
L'Islam vi fu introdotto soprattutto sotto il regno del Sultanato di Delhi. Durante il dominio del Sultanato di Bengala, la regione fu definita dagli europei come il miglior paese per il commercio. Nel XVII secolo sotto il regno Moghul, l'economia dell'attuale Bangladesh e del Bengala Occidentale valeva circa il 12% del PIL mondiale, ed era soprannominata il Paradiso delle Nazioni e leader della produzione mondiale. La ricchezza e lo splendore monumentale di Dacca e delle città del Bangladesh superava quella delle capitali europee. Inoltre, il Bengala orientale rappresentava il 40% delle importazioni olandesi dall'Asia. Nel XVIII secolo il Bangladesh era una società pre-industriale, assai sviluppata. Fu conquistato dagli inglesi nel 1757.

## Storia

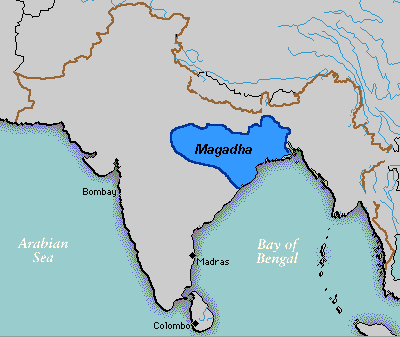
Il Regno Magadha nel V secolo a.C.

I resti di antiche civiltà nella regione del Bengala risalgono ad almeno quattromila anni fa, quando la regione era abitata da popolazioni dravidiche, tibeto-birmane e austro-asiatiche. L'esatta origine della parola "Bangla" o "Bengala" è sconosciuta, anche se si ritiene che possa derivare da "Bang", la tribù di lingua dravidica che si stabilì in questo territorio intorno all'anno 1000 a.C. Dopo l'arrivo degli Arya, si andò formando il regno di Gangaridai intorno al VII secolo a.C., che poi venne unificato con il Bihar sotto il dominio del Regno Magadha prima e dell'Impero Maurya poi. Il Bengala è stato in seguito parte del vasto Impero Gupta dal III al VI secolo d.C. Dopo il collasso dell'impero, Shashanka fondò un regno che ebbe però breve vita. Shashanka è considerato il primo re indipendente nella storia del Bangladesh. Dopo un periodo di anarchia, la dinastia Pala, buddhista, dominò la regione per quattrocento anni, seguita da un breve regno della dinastia indù Sena. L'Islam venne introdotto nel Bengala nel XII secolo da missionari sufi e le successive conquiste musulmane contribuirono alla diffusione di questa religione in tutta la regione. Bakhtiar Khilji, un generale turco, sconfisse Lakshman Sen della dinastia Sena e conquistò gran parte del Bengala. La regione venne governata da dinastie di sultani e signori feudali nei successivi cento anni. Con il XVI secolo, l'Impero Moghul estese i suoi domini sul Bengala e Dacca divenne un importante centro provinciale dell'amministrazione dell'impero. Durante il regno di Aurangzeb, l'attuale Bangladesh aveva un'economia addirittura più fiorente di tutto il continente europeo, valendo il 12% del PIL mondiale.
I commercianti europei arrivarono nel tardo XV secolo e la loro influenza crebbe fino a quando la Compagnia britannica delle Indie orientali acquisì il controllo del Bengala in seguito alla battaglia di Plassey del 1757. La sanguinosa rivolta del 1857 portò al trasferimento di autorità alla corona, con un viceré britannico. Nel corso della dominazione coloniale, la carestia colpì il subcontinente indiano molte volte, compresa la Grande carestia del Bengala del 1943, che affamò più di 3 milioni di persone.

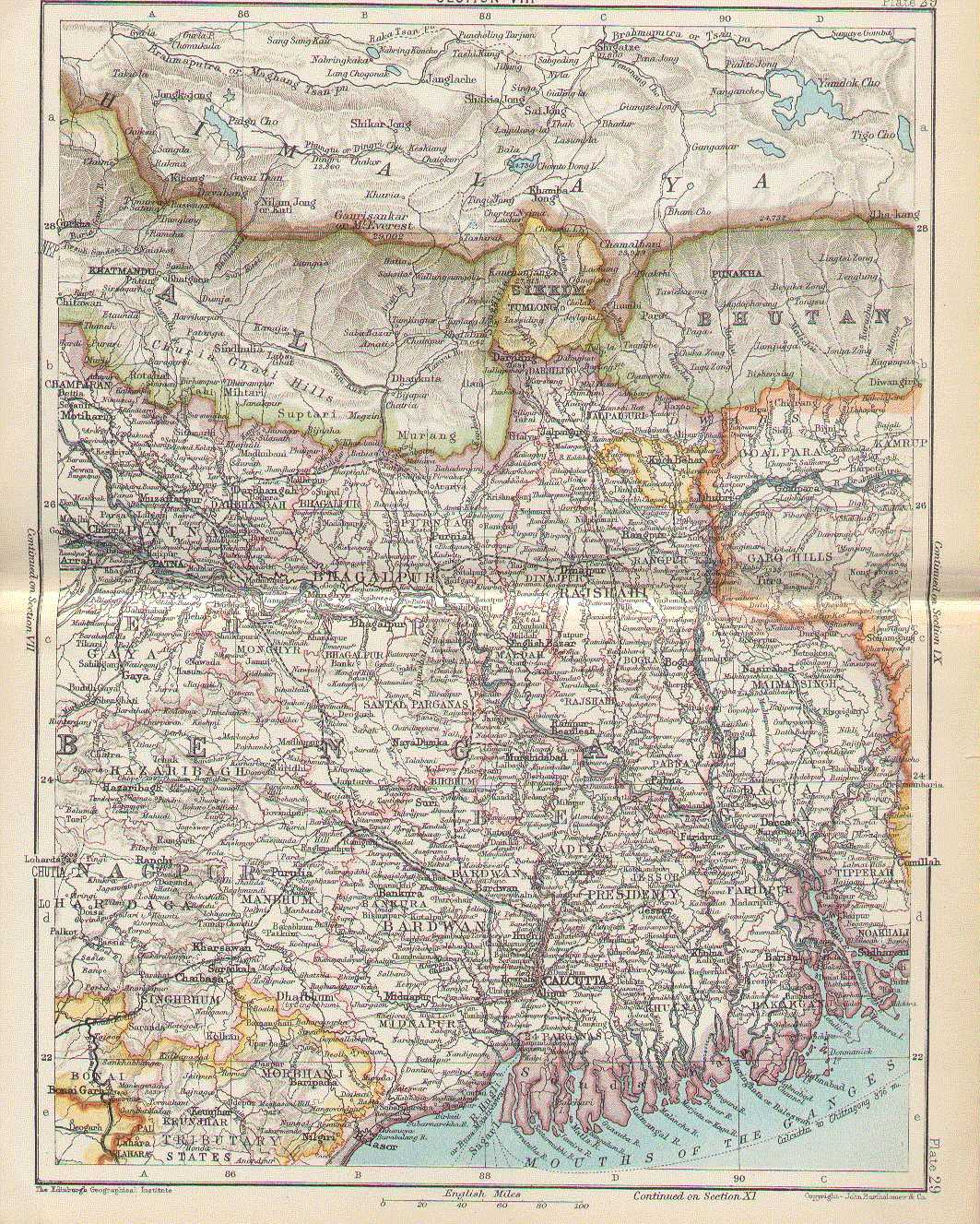
Mappa della provincia del Bengala, 1893

Tra il 1905 e il 1911 vi fu un fallito tentativo di separare la provincia del Bengala in due zone, con Dacca capitale della regione orientale.
Quando l'India venne divisa nel 1947, il Bengala venne spezzato in due lungo un confine religioso, con la parte occidentale, induista, rimasta sotto il governo dell'India e la parte orientale, musulmana, congiunta al Pakistan come provincia chiamata Bengala orientale e poi ribattezzata Pakistan orientale, con una propria capitale a Dacca.
La divisione del Bengala diede origine a uno degli esodi numericamente più importanti della storia. Milioni di indù migrarono dal Pakistan orientale, mentre migliaia di musulmani vi si trasferirono. L'immigrazione dei rifugiati fu la causa di una crisi abitativa e alimentare nel Bengala Occidentale che durò per più di trent'anni. L'emergenza dei rifugiati fu al centro delle politiche bengalesi successive alla divisione del 1947, ma nessun governo è mai riuscito a risolvere completamente i problemi causati dalla divisione, che in alcuni casi hanno dato vita a movimenti politici, socio-economici ed etnici.
Nel 1950 venne attuata una riforma fondiaria con l'abolizione del sistema feudale (zamindari). Tuttavia, nonostante il peso economico e demografico della parte orientale, il governo politico e militare del Pakistan era in gran parte dominato dalle classi della parte occidentale. Il Movimento della lingua bengali del 1952 fu il primo segno di attrito tra le due regioni del Pakistan.

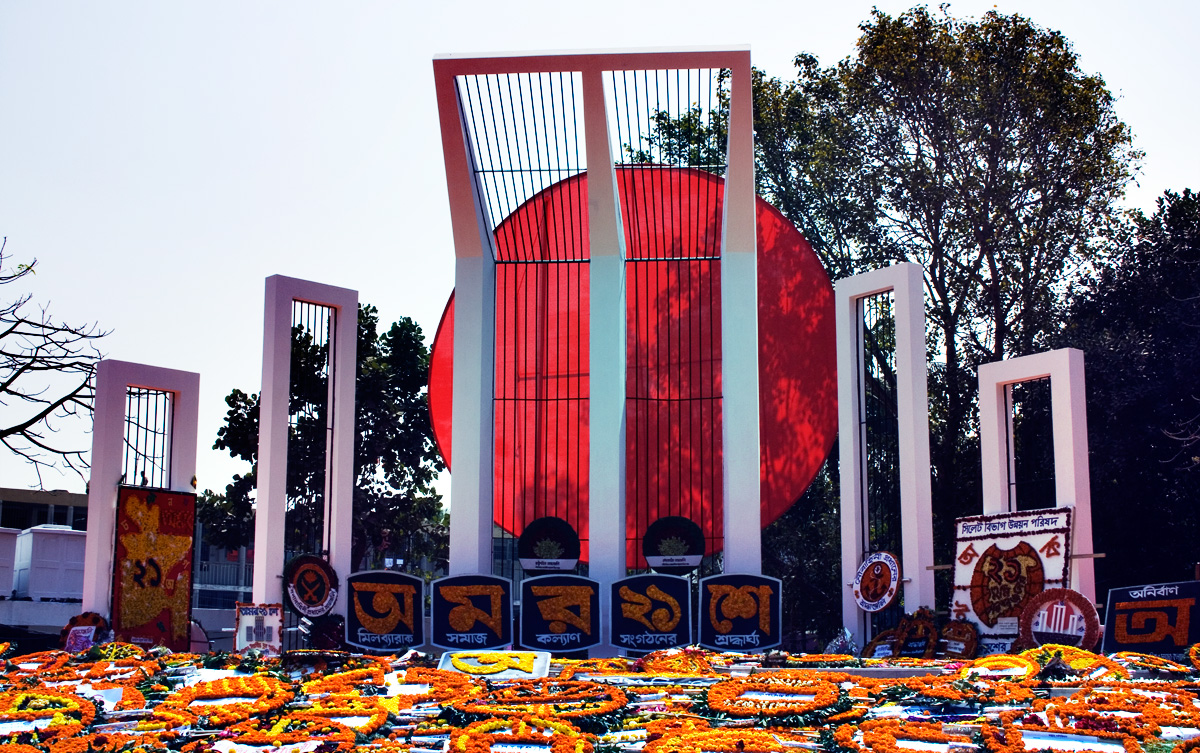
Dacca, Shaheed Minar, monumento ai caduti del Movimento della lingua bengali

Insoddisfazioni contro il governo centrale, oltre a questioni economiche e culturali, continuarono a crescere nel successivo decennio, durante il quale la Lega Awami (Lega Popolare Bengalese) emerse come voce politica della popolazione di lingua bengali. Negli anni sessanta chiese fortemente l'autonomia; nel 1966 il suo presidente Sheikh Mujibur Rahman, fondatore nazionale del Bangladesh, venne incarcerato, per essere poi rilasciato nel 1969 dopo una rivolta popolare senza precedenti.
Nel 1970 un potente ciclone devastò la costa del Pakistan orientale, causando la morte di più di 300000 persone, e il governo centrale reagì in maniera insufficiente. La rabbia della popolazione crebbe quando a Sheikh Mujibur Rahman, leader della Lega Awami (Lega Popolare Bengalese), che aveva vinto le elezioni nel 1970, venne impedito di insediarsi in carica.
Dopo un tentativo di compromesso, il presidente Yahya Khan fece arrestare Mujibur nelle prime ore del 26 marzo 1971, e lanciò l'Operazione Searchlight, un attacco militare al Pakistan Orientale. I metodi di Yahya furono estremamente sanguinosi e la violenza della guerra causò molti morti fra i civili. Circa dieci milioni di rifugiati fuggirono nella vicina India. Le stime dei massacrati sono imprecise, ma sono comprese tra i 300.000 e i 3 milioni di morti.
La maggior parte dei leader della Lega Awami fuggirono e organizzarono un governo in esilio a Calcutta, in India. La guerra di liberazione del Bangladesh durò nove mesi e alla fine ricevette il sostegno da parte delle forze armate indiane nel dicembre 1971. L'esercito indiano ottenne una decisiva vittoria sul Pakistan il 16 dicembre 1971, catturando oltre 90 000 prigionieri di guerra. Dopo la sua indipendenza, il Bangladesh divenne una democrazia parlamentare, con Mujib come Primo ministro. Nel 1973, alle elezioni parlamentari, la Lega Awami ottenne la maggioranza assoluta.
Gravi carestie si verificarono nel 1973, nel 1974, e nei primi mesi del 1975. Il 15 agosto 1975 Mujib e la sua famiglia vennero assassinati da ufficiali militari. Una serie di sanguinosi colpi e contro-colpi di stato nei tre mesi a seguire si conclusero con l'ascesa al potere del generale Ziaur Rahman, che fondò il Partito nazionalista del Bangladesh (BNP). Il governo di Ziaur si concluse quando venne assassinato nel 1981 da elementi delle forze armate.
Il generale Hossain Mohammad Ershad conquistò il potere con un colpo di Stato incruento nel 1982 e governò fino al 1990, quando fu costretto a dimettersi dopo la fine del comunismo, quando il dittatore anti-comunista non era più ritenuto necessario.
Da allora, il Bangladesh ha riottenuto una democrazia parlamentare. La vedova di Ziaur, Khaleda Zia, portò il Partito nazionalista del Bangladesh alla vittoria alle elezioni generali nel 1991 e divenne la prima donna Primo Ministro nella storia del Bangladesh. Tuttavia, la Lega Awami, guidata da Sheikh Hasina, una delle figlie di Mujib sopravvissuta, ottenne il potere nel 1996, per perderlo in favore del Partito nazionalista del Bangladesh nel 2001.
L'11 gennaio 2007, a seguito di violenza diffusa, venne nominato un governo per gestire le future elezioni generali; il paese aveva sofferto di corruzione e di disordini politici, il nuovo governo pose come priorità lo sradicamento di questi problemi a tutti i livelli di governo.
Da quando l'attuale primo ministro Sheikh Hasina è salita al potere nel 2009, il Bangladesh ha subito un forte arretramento democratico caratterizzato da clamorosi brogli elettorali, rapimenti di oppositori politici e repressione del dissenso.
Nell'agosto del 2024, in seguito a settimane di violente proteste contro il governo, Sheikh Hasina si è dimessa dopo 15 anni al potere ed è fuggita in India. Il generale Waker-uz-Zaman ha dichiarato un governo militare provvisorio.

## Geografia

### Morfologia

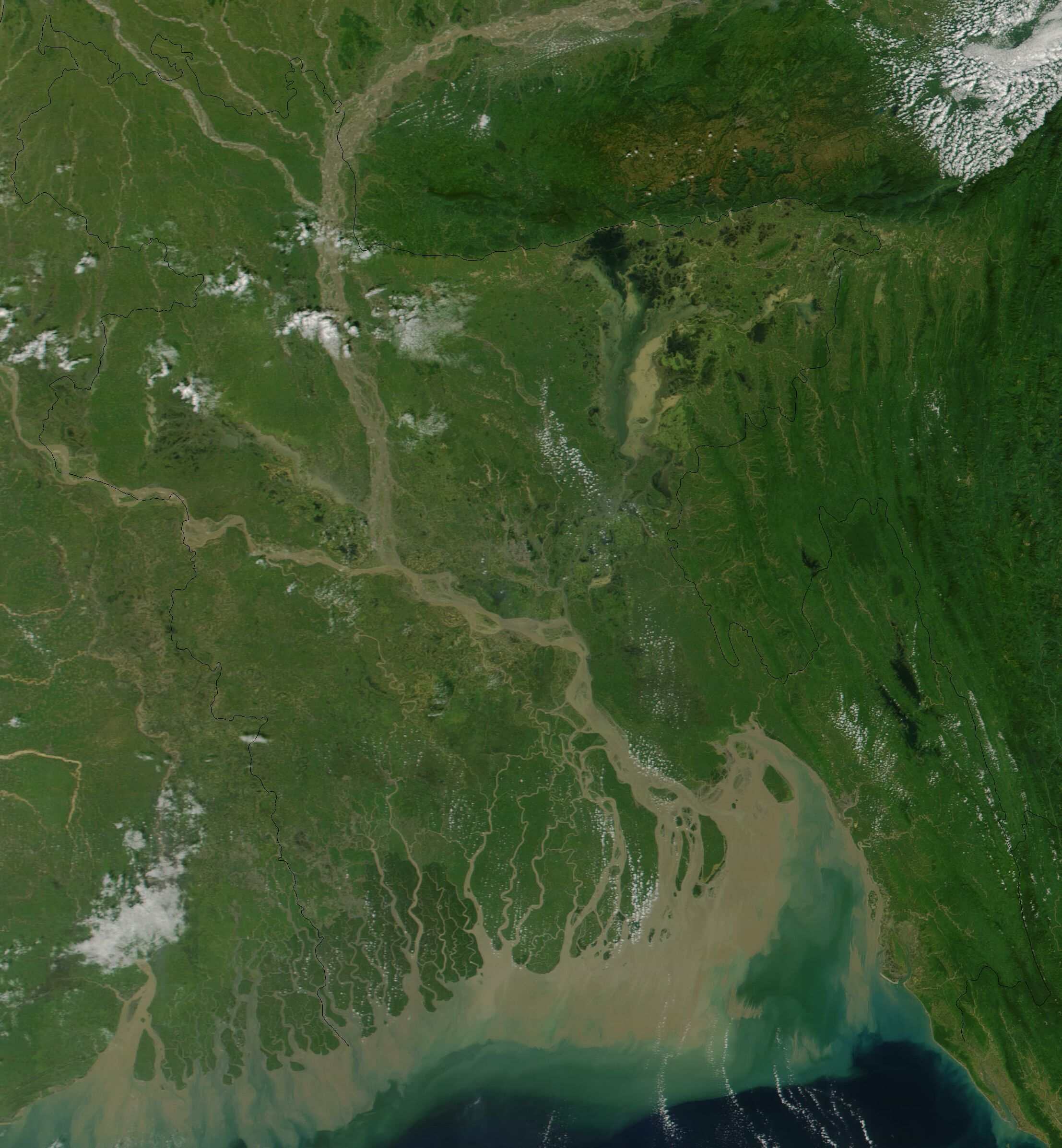
Immagine satellitare della regione geografica dove è localizzato il Bangladesh, con il delta del Gange e il Sundarbans.

Il Bangladesh si trova nella bassa terminale del sistema fluviale Gange-Brahmaputra, e più precisamente nella regione del delta del Gange. Questo delta è formato dalla confluenza dei fiumi Gange (nome locale Padma o Podda), Brahmaputra (Jamuna o Jomuna), e Meghna e dai rispettivi affluenti. Il Gange si unisce alla juana (canale principale del Brahmaputra) e più tardi si unisce con il Meghna prima di sfociare nel Golfo del Bengala. Il terreno alluvionale depositato da questi fiumi ha creato alcune delle più fertili pianure in tutto il mondo. Il Bangladesh ha 58 fiumi transfrontalieri (nella maggior parte dei casi con l'India), rendendo l'acqua una questione politicamente complicata da risolvere. La maggior parte del territorio del Bangladesh si trova a meno di 12 metri sopra il livello del mare, e si calcola che circa il 50% dei terreni verrebbero inondati se il livello del mare salisse di un metro.
L'acqua e il suolo sono contaminati da arsenico. La causa principale è la composizione chimica dei minerali che compongono il suolo, che contaminano l'acqua di falda. L'acqua potabile e agricola viene presa per il 90% da pozzi, e questo provoca una grande esposizione a tale tossina. Circa 77 milioni di abitanti sono esposti a un livello tossico di arsenico. Secondo l'Organizzazione mondiale della sanità la crisi dell'acqua contaminata dall'arsenico in Bangladesh è il più grande caso di avvelenamento nella storia di una popolazione umana.
Il punto più alto in Bangladesh viene toccato sulla catena dei Mowdok a 1 052 metri nelle Colline di Chittagong nel sud-est del paese. Una parte importante del litorale comprende una giungla paludosa, il Sundarbans, la più grande foresta di mangrovie del mondo e la patria di diverse specie di vita animale e vegetale, ivi compresa la tigre del Bengala. Nel 1997, questa regione è stata dichiarata a rischio.

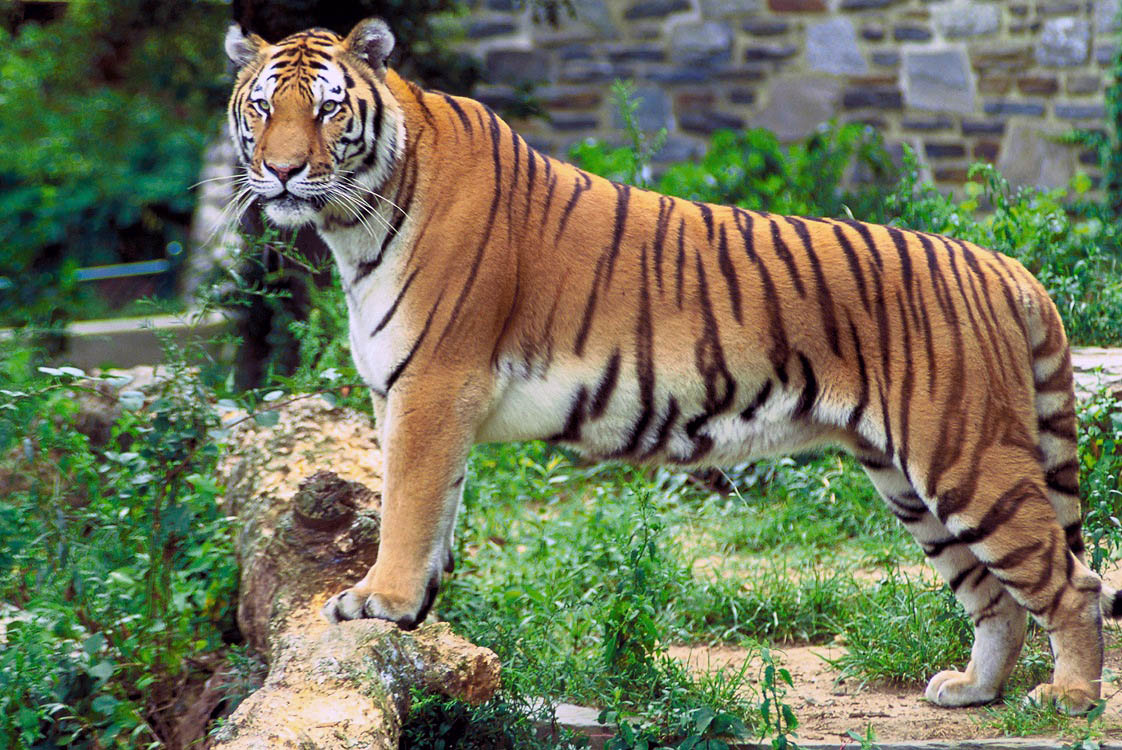
Tigre del Bengala

### Clima
Posto a cavallo del tropico del Cancro, il Bangladesh presenta un clima tropicale monsonico con inverni miti da ottobre a marzo, e una stagione calda e umida da marzo a giugno. La stagione del monsone dura da giugno a ottobre e fornisce la maggior parte delle precipitazioni atmosferiche che cadono sul paese. Calamità naturali, quali inondazioni, cicloni tropicali, tornado, mareggiate, si verificano quasi ogni anno, e si combinano con i danni provocati dalla deforestazione, dal degrado del suolo e dall'erosione. Si ricorda a questo proposito il disastro del novembre 1970 causato dal ciclone Bhola, nel quale persero la vita oltre 300 000 persone. Altre pesanti inondazioni sconvolsero il paese nel 1991 e nel 2007, in entrambi i casi con gravi perdite umane, villaggi distrutti con migliaia di senzatetto e coltivazioni gravemente sinistrate.
Le temperature variano da una media di 21 °C durante il giorno nella stagione fredda (raggiungendo i 10 °C circa nelle ore notturne) a un massimo di 35-38 °C durante la stagione calda.

## Economia

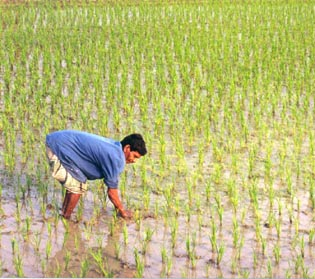
Coltura del riso in Bangladesh. Una scena comune nelle campagne. I 2/3 della popolazione sono impiegati nell'agricoltura.

Nonostante i continui sforzi nazionali e internazionali volti a migliorare l'economia del paese e le prospettive demografiche, il Bangladesh rimane una nazione in via di sviluppo. Il suo reddito pro capite nel 2012 è stato di 1963 $ (a parità del potere d'acquisto) rispetto a una media mondiale di 11750 $.
Un tempo la juta è stata il motore economico del paese. La sua quota di mercato nelle esportazioni del Bangladesh raggiunse l'apice dell'80% tra la Seconda guerra mondiale e la fine degli anni quaranta del XX secolo, e ancora nei primi anni settanta rappresentava il 70% dei proventi dell'esportazione. Tuttavia i prodotti di polipropilene iniziarono via via a sostituire i prodotti di juta in tutto il mondo e il commercio di questo prodotto iniziò a diminuire. Tra le principali colture del Bangladesh vi sono riso, tè e senape.
Sebbene i due terzi della popolazione sia impegnata nell'agricoltura, i tre quarti dei proventi delle esportazioni derivano dal settore dell'abbigliamento, che ha iniziato ad attirare gli investitori stranieri negli anni ottanta incoraggiati dalla manodopera a basso costo. Nel 2002 l'industria in genere ha esportato prodotti per 5 miliardi di dollari americani. L'industria occupava nello stesso periodo più di 3 milioni di lavoratori, il 90% dei quali donne. Una quota sostanziale delle entrate di valuta estera deriva dalle rimesse degli emigrati.

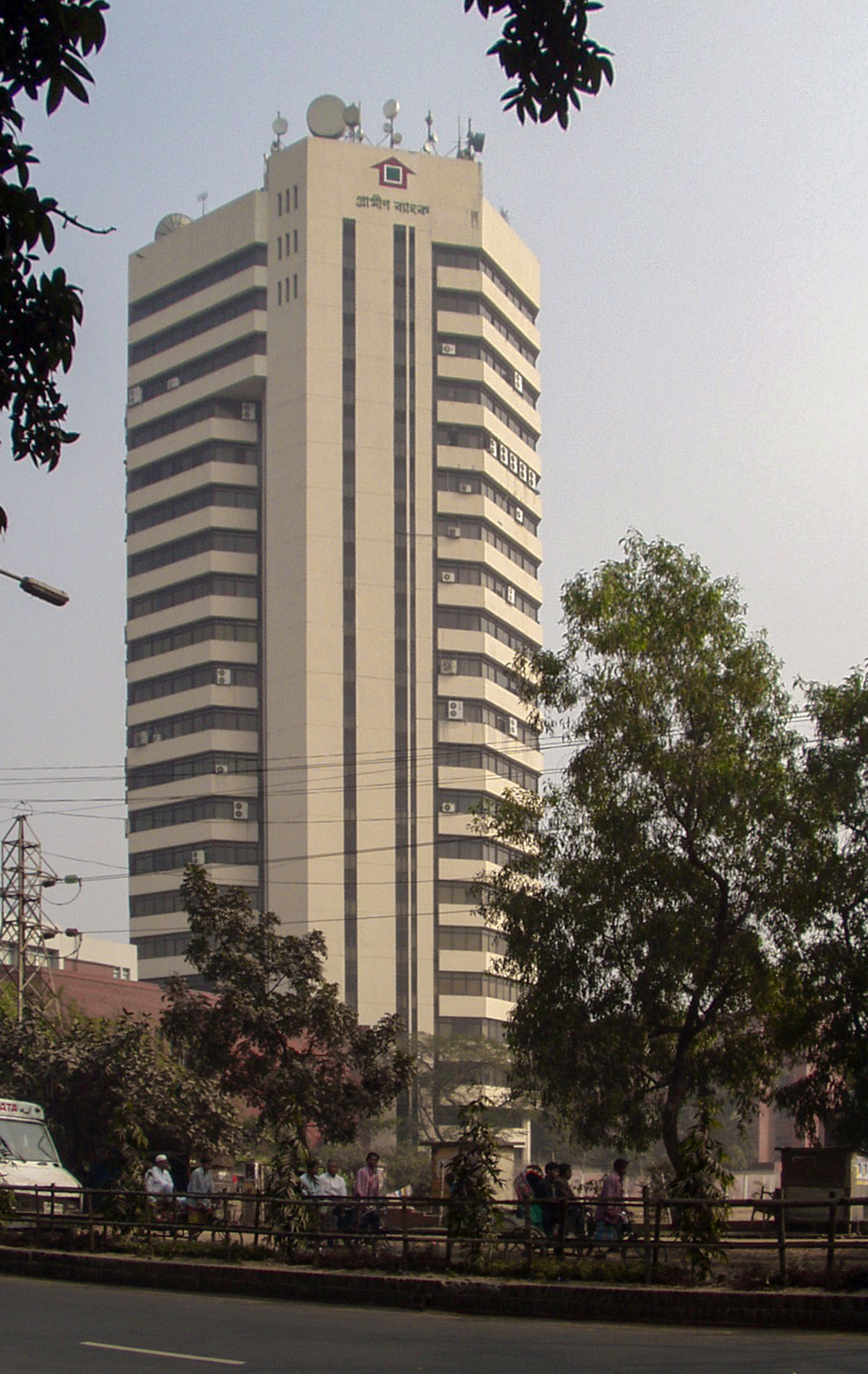
Gli uffici della Grameen Bank a Dacca fondata dal banchiere Muhammad Yunus.

Tra gli ostacoli maggiori alla crescita economica vi sono i frequenti cicloni e inondazioni, l'inefficienza delle imprese di proprietà statale, la cattiva gestione delle infrastrutture portuali, la crescita della forza lavoro non assorbita dai posti di lavoro disponibili, l'uso inefficiente delle risorse energetiche (come gas naturale), con l'insufficiente approvvigionamento di materie prime, la lenta attuazione delle riforme economiche e la corruzione.
Nonostante questi ostacoli, secondo la Banca Mondiale, il paese ha raggiunto un tasso medio di crescita annuo del 5% dal 1990. L'espansione della sua classe media ha portato a una crescita dei consumi. Nel dicembre 2005, Goldman Sachs definì il Bangladesh uno dei "Prossimi undici", insieme con Egitto, Indonesia, Pakistan e altri sette paesi. Il Bangladesh ha registrato uno spiccato aumento degli investimenti diretti esteri. Nel dicembre 2005, la Banca Centrale del Bangladesh stimò la crescita del Prodotto interno lordo di circa il 6,5%.
Un contributo significativo allo sviluppo dell'economia è venuto dalla diffusione del microcredito per opera di Muhammad Yunus (Premio Nobel per la pace nel 2006) attraverso la Grameen Bank. Sul finire degli anni novanta la Grameen Bank aveva avuto 2,3 milioni di beneficiari, insieme con ulteriori 2,5 milioni delle altre organizzazioni similari.
Al fine di potenziare la crescita economica, il governo ha istituito diverse zone speciali per attrarre investimenti stranieri. Queste sono gestite dal Bangladesh Export Processing Zone Authority.

### Industria tessile
Molte multinazionali occidentali utilizzano manodopera in Bangladesh, che è una delle più economiche al mondo: 30 euro al mese contro i 150 o 200 della Cina. Quattro giorni sono sufficienti per permettere all'amministratore delegato di uno dei cinque principali marchi tessili mondiali di guadagnare ciò che un'operaia del Bangladesh guadagnerà nella sua vita. Nell'aprile 2013, almeno 1 135 lavoratori tessili sono morti nel crollo della loro fabbrica. Altri incidenti mortali dovuti a fabbriche non sicure hanno colpito il Bangladesh: nel 2005 una fabbrica è crollata e ha causato la morte di 64 persone. Nel 2006, una serie di incendi ha ucciso 85 persone e ne ha ferite 207 altre. Nel 2010, circa 30 persone sono morte per asfissia e ustioni in due gravi incendi.
Nel 2006, decine di migliaia di lavoratori si sono mobilitati in uno dei più grandi movimenti di sciopero del paese, colpendo quasi tutte le 4 000 fabbriche. La Bangladesh Garment Manufacturers and Exporters Association (BGMEA) utilizza le forze di polizia per reprimere la situazione. Tre lavoratori sono stati uccisi, centinaia di altri sono stati feriti da proiettili o imprigionati. Nel 2010, dopo un nuovo movimento di sciopero, quasi 1 000 persone sono rimaste ferite tra i lavoratori a causa della repressione.

## Popolazione

### Demografia

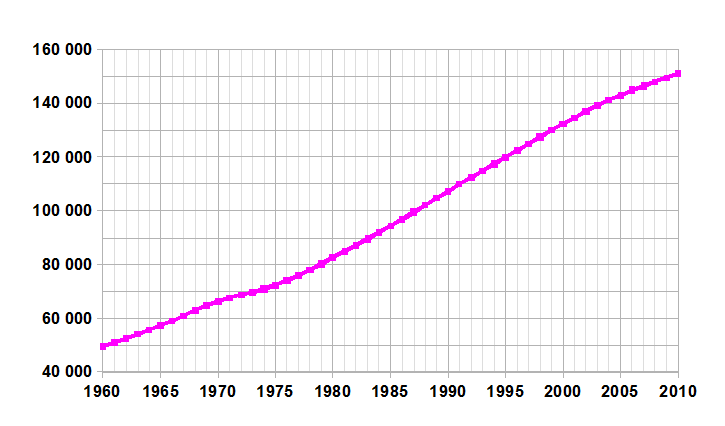
Andamento demografico in Bangladesh

La popolazione del Bangladesh è stimata di 173 milioni di abitanti, il che rende il paese l'ottavo più popoloso del pianeta. Con una superficie di 147 570 di km², la densità è superiore ai 1 000 abitanti per km². Un confronto sorprendente è fatto in relazione alla Russia che possiede una popolazione leggermente inferiore, anche se distribuita su una superficie di 17 125 306 di chilometri quadrati, cioè circa 116 volte più del Bangladesh. Con l'eccezione di una manciata di città-Stato, il Bangladesh ha la più alta densità di popolazione nel mondo. Il paese registrò livelli di crescita della popolazione tra i più alti nel mondo tra gli anni sessanta e settanta del XX secolo, quando gli abitanti crebbero da 50 a 90 milioni. Solo con la promozione del controllo delle nascite il tasso rallentò negli anni 80. La popolazione è relativamente giovane, con la fascia di età tra 0-25 anni che assomma al 60% della popolazione totale, mentre solo il 3% ha un'età superiore ai 65 anni. L'aspettativa di vita è di 63 anni per entrambi i sessi.

Lingue parlate nel Paese

Il maggior gruppo etnico è quello bengalese, che comprende il 98% della popolazione. Il resto è costituito per la maggior parte da migranti Bihari e gruppi tribali indigeni. Ci sono tredici gruppi tribali situati nelle Colline di Chittagong, il più popoloso dei quali sono i Chakma. Questa regione ha registrato tensioni etniche sin dalla nascita del Bangladesh. I più grandi gruppi tribali al di fuori delle Colline di Chittagong sono i Santhal e i Garo; altri sono i Kaibartta, Munda, Oraon, Zomi.
La tratta di esseri umani è stato un problema persistente nel Bangladesh e l'immigrazione clandestina è rimasta una causa di attrito con Birmania e India.
La lingua bengali e la lingua inglese sono le lingue ufficiali del paese, ma la prima è la più parlata (così come nel Bengala Occidentale), mentre la seconda è utilizzata soprattutto nei media, nelle classi elevate e nel campo dell'istruzione superiore.
Il tasso di alfabetizzazione in Bangladesh è del 41% e, secondo una stima 2004 dell'UNICEF, del 50% tra gli uomini e del 31% tra le donne.

### Religioni

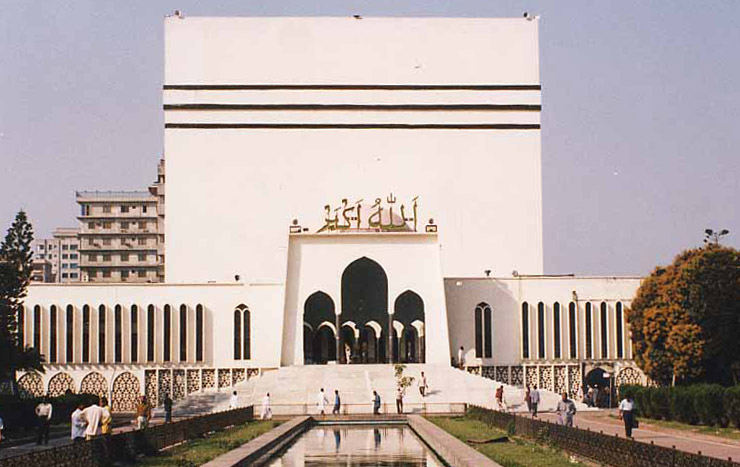
Baytu al Mukarram, la moschea nazionale del Bangladesh

La principale religione praticata in Bangladesh è l'islam (88,7%); una considerevole minoranza aderisce all'induismo (9,3%) Circa il 96% dei musulmani sono sunniti, il 3% sono sciiti e il restante ahmadiyya. Fra gli altri gruppi religiosi vi sono i buddisti (1%, per la maggior parte Theravada), cristiani (1%, per la maggior parte cattolici e Testimoni di Geova) e animisti (0,1%). Il Bangladesh è il quarto paese al mondo per numero di fedeli musulmani (130 milioni), dopo Indonesia, Pakistan e India. L'islam è la religione di Stato del Bangladesh, ma altre religioni possono essere praticate in armonia. La Costituzione istituisce l'islam come religione di Stato, ma prevede il diritto di pratica (con riserva di legge, dell'ordine pubblico, e della morale) verso le altre fedi.

## Ordinamento dello stato

### Costituzione
La Costituzione del Bangladesh (বাংলাদেশের সংবিধান) risale al 16 dicembre 1972.

### Suddivisione amministrativa

Le divisioni del Bangladesh.

Il Bangladesh si articola in 8 divisioni (bibhag), 64 distretti (zila) e 491 sottodistretti (upazila). A livello locale, i sottodistretti sono suddivisi in aree urbane, comprendenti municipalità (paurashava), e aree rurali, a loro volta suddivise in unioni (union) raggruppanti più villaggi o altri centri abitati (mouza); una città può inoltre essere suddivisa in circoscrizioni (ward) e quartieri (mahallah). Ai sottodistretti sono equiordinati i thana, città-distretto (o stazioni di polizia).
Le 8 divisioni sono:
- Barisal (বরিশাল, Borishal)
- Chittagong (চট্টগ্রাম, Chôţţogram)
- Dacca (ঢাকা, Đhaka)
- Khulna (খুলনা, Khulna)
- Mymensingh (ময়মনসিংহ, Mymensingh)
- Rajshahi (রাজশাহী, Rajshahi)
- Sylhet (সিলেট, Sileţ)
- Rangpur (রংপুর, Rongpur)

### Città principali
Dhaka è la capitale. Chittagong (2 199 590 abitanti; 4 050 000 ab. con l'agglomerato urbano) capoluogo dell'omonima Divisione amministrativa è situata presso la foce del fiume Karnafuli nel Golfo del Bengala.
Seconda città del paese è ben collegata per strada, ferrovia e via fluviale alla capitale e grazie alla navigabilità del fiume è anche il maggior porto del Bangladesh (esportazioni di tè e iuta, importazioni di cereali e macchinari in genere).
Chittagong conta numerose industrie favorite dall'energia prodotta da un'importante centrale idroelettrica sul fiume Karnafuli. Tra le più importanti ricordiamo quelle tessili (cotone e iuta), siderurgiche, chimiche (fertilizzanti), petrolchimiche, meccaniche, elettrotecniche, del cemento, della carta, alimentari e del tabacco.
La città era nota fin dai primi secoli dell'era cristiana ed ebbe un'importanza marinara considerevole. Grosso centro commerciale era frequentato da arabi, arakanesi e, in seguito, dai portoghesi.
Passò sotto varie dominazioni finché nel 1760 il Nawab del Bengala la cedette alla Compagnia britannica delle Indie orientali.
Khulna (811 500 abitanti; 1 500 000 ab. l'agglomerato urbano) si trova su un ramo del delta del Gange a circa 130 km dalla capitale Dacca. È capoluogo dell'omonima Divisione amministrativa.
È il più grande mercato agricolo della nazione per la produzione, lavorazione e commercio del riso e inoltre per la canna da zucchero, la iuta e i semi oleosi.
Rajshahi (403 000 abitanti) è il capoluogo dell'omonima Divisione amministrativa ed è situata sulla riva sinistra del Gange vicino al confine con l'India.
È un attivo mercato agricolo con industrie alimentari, meccaniche e del legno.
Sylhet (oltre 200 000 abitanti) sul fiume Surma a circa 185 km dalla capitale Dacca. Capoluogo dell'omonima Divisione amministrativa. Importante centro di raccolta e lavorazione del tè e del cotone conta anche alcune industrie alimentari e del legno.

### Istruzione
Il tasso di alfabetizzazione sulla popolazione totale è del 41%. Nello specifico, quello maschile è del 50% mentre quello femminile è del 31%.

### Università
Nell'ambito universitario è da ricordare l'Università di Dacca, fondata nel 1921 durante l'impero anglo-indiano.

## Politica

### Politica estera
Il Bangladesh persegue una politica estera moderata che pone grande affidamento sulla diplomazia multinazionale, in particolare presso le Nazioni Unite. Nel 1974 il Bangladesh ha aderito sia al Commonwealth delle Nazioni, sia alle Nazioni Unite e da allora è stato eletto per servire due mandati nel Consiglio di sicurezza nel 1978-1979 e 2000-2001. Negli anni ottanta il Bangladesh ha svolto un ruolo guida nella fondazione dell'Associazione sud-asiatica per la cooperazione regionale (SAARC), al fine di espandere le relazioni con gli altri stati asiatici del Sud. Dalla fondazione della SAARC nel 1985, il Bangladesh ha guidato nella veste di segretario generale in due occasioni.
Le più importanti e complesse relazioni estere del paese sono con l'India e il Pakistan. Queste importanti relazioni sono dovute ai naturali legami storici e culturali e costituiscono una parte importante nella politica interna.
Il rapporto con l'India inevitabilmente incominciò positivamente, grazie all'assistenza prestata al paese durante la guerra per l'indipendenza e durante la ricostruzione. Nel corso degli anni le relazioni tra i due paesi subirono fluttuazioni per una serie di motivi. Una grande fonte di tensione tra India e Bangladesh fu la Farakka Dam. Nel 1975 l'India costruì una diga sul fiume Gange a 18 km dal confine con il Bangladesh. Il Bangladesh ritenne che la diga deviasse importanti fonti idriche destinate al paese e costituisse una calamità naturale aggiuntiva, tra cui importanti conseguenze ecologiche. D'altra parte l'India espresse preoccupazioni in merito ai possibili aiuti militari ai separatisti islamici lungo tutta la frontiera di 4000 km, così come al flusso di immigrati clandestini. Ma alla riunione della SAARC nel 2007 le due nazioni si sono impegnate a lavorare in cooperazione in materia di sicurezza, economia e questioni di frontiera.
Il Bangladesh ha forti legami con la Cina, con la quale mantiene un'intensa cooperazione soprattutto in campo economico.

### Forze armate
L'Esercito conta su una forza di circa 250 000 uomini, l'aviazione su 14 000, e la marina su 24.950. In aggiunta al tradizionale ruolo di difesa, i militari sono stati chiamati a fornire un sostegno alle autorità civili per il soccorso in caso di calamità naturali, oltre a garantire la sicurezza durante i periodi di disordini politici. Il Bangladesh non è attualmente attivo in nessuna delle guerre in corso, ma ha contribuito a 2 300 uomini della coalizione che ha combattuto nella guerra del Golfo del 1991, oltre a mantenere un costante contributo alle forze ONU per il mantenimento della pace nel mondo. A maggio 2007 il Bangladesh aveva uomini dislocati in Repubblica Democratica del Congo, Liberia, Sudan, Timor Est e Costa d'Avorio.

## Cultura

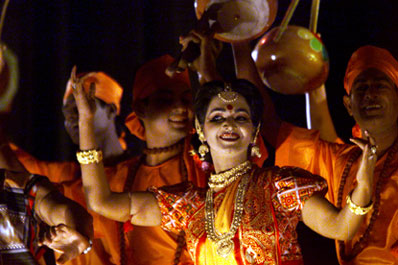
Shamim Ara Nipa, popolare danzatrice in un tipico ballo durante la visita del presidente degli USA Bill Clinton nel marzo 2000.

Il Bangladesh può essere definito come un nuovo Stato di una vecchia nazione, poiché la sua cultura comprende elementi sia antichi sia moderni.

### Letteratura
La lingua bengali vanta un ricco patrimonio letterario, che condivide con lo Stato indiano del Bengala Occidentale. Il primo testo letterario è il Charyapada che risale all'VIII secolo. La letteratura bengalese in età medievale fu spesso a carattere religioso (ad esempio Chandida), o adattamenti da altre lingue (ad esempio Alaol). La letteratura maturò nel corso del XIX secolo. Le più grandi icone sono i poeti Rabindranath Tagore e Kazi Nazrul Islam, considerato il poeta nazionale del Bangladesh. In particolare le prime dieci righe di una canzone di Tagore scritta nel 1905, Āmāra sōnāra Bāṁlā, sono state utilizzate per l'Inno nazionale del Bangladesh. Altri poeti importanti sono Shamsur Rahman, Suneel Gangopadhay, Jibonanondo Das, Michael Modhushodon Dutta. Il Bangladesh possiede una lunga tradizione nella letteratura popolare, evidenziata da Maimansingha Gitika, Thakurmar Jhuli o storie legate a Gopal Bhar. Tra le scrittrici, la pluripremiata Taslima Nasreen, costretta all'esilio per le sue critiche della condizione della donna nel mondo musulmano.; e ancora Tahmima Anam, con romanzi quali I giorni dell'amore e della guerra (2007), avente come tema centrale la Guerra di liberazione bengalese.
Da ricordare, in un contesto anche letterario, l'importante figura della scrittrice, attivista sociale e per i diritti delle donne, Begum Rokeya (1880-1932): il 9 dicembre di ogni anno si celebra in suo onore il Rokeya Day.

### Musiche e danze

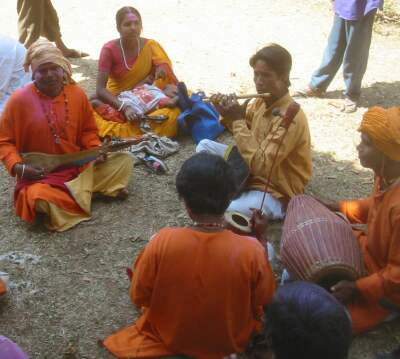
Musicisti Baul a Shantiniketan.

La tradizione musicale del Bangladesh è basata sulla componente lirica (Baniprodhan), con un minimo accompagnamento strumentale. La tradizione Baul è un patrimonio unico della musica popolare, al quale si accompagnano numerose altre tradizioni musicali a carattere regionale. Gombhira, Bhatiali, Bhawaiya sono alcune delle più note forme musicali. La musica popolare del Bengala spesso è accompagnata dalla ektara, uno strumento con una sola corda. Altri strumenti comprendono i dotara, dhol, flauto e tabla. Il Bangladesh ha un attivo patrimonio all'interno della musica classica dell'India settentrionale. Allo stesso modo, le forme di danza traggono spunto dalle tradizioni popolari, in particolare quelle dei gruppi tribali, della più ampia tradizione della danza indiana.. Tra i cantautori bengalesi ricordiamo Rupankar Bagchi e tra i cantanti Habib Wahid. Per il genere Raga ricordiamo il musicista Ali Akbar Khan.

### Patrimoni dell'umanità
Diversi siti del Bangladesh sono stati iscritti nella Lista dei patrimoni dell'umanità dell'UNESCO.

### Architettura
In campo artistico un posto importante riguarda l'architettura bengalese.

### Cinema
In campo cinematografico ricordiamo la regista Rubaiyat Hossain, che ha diretto il film Made in Bangladesh (2019).

### Scienza e tecnologia

#### Il Bangladesh nello spazio
- 3 giugno 2017: viene lanciato BRAC Onnesha[83], il primo satellite miniaturizzato costruito in Bangladesh lanciato nello spazio
- Un altro satellite per le importanti comunicazioni geostazionarie è stato lanciato l'11 maggio 2018: si tratta del Bangabandhu-1

### Media
Il Bangladesh produce circa 80 film all'anno. I film di Bollywood sono molto popolari. Circa 200 quotidiani sono pubblicati nel paese, e più di 1 800 periodici, tuttavia i lettori regolari si mantengono su una percentuale bassa, quasi il 15% circa della popolazione. Molto attivi e seguiti sono i programmi radiofonici dal Bangladesh Betar, così come i servizi dalla BBC e Voice of America. Vi è la televisione di stato (BTV), ma negli ultimi anni, i canali di proprietà privata sono aumentati notevolmente.

## Turismo e ambiente

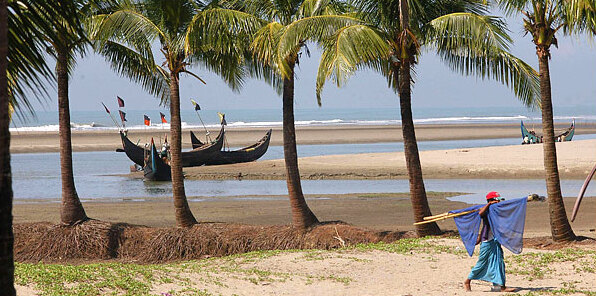
La spiaggia di Inani a Cox's Bazar, lunga 118 km

Le città di interesse turistico sono: Dhaka, la capitale, Chittagong e il Sylhet, la città più ricca del Bangladesh, Cox's Bazar, è una cittadina che si trova nella zona sud-orientale del paese famosa per il turismo balneare di nicchia, il Parco Nazionale del Sundarbans, nella zona sud occidentale del paese. Da vedere la spiaggia di Teknaf e l'isola di St. Martin, nonché la campagna attorno a Nawabganj e le grandi cascate di Nafa-khum.

### Flora
Il clima tropicale ha reso la vegetazione lussureggiante.
Presso i villaggi crescono banani, palme da cocco e altre piante da frutto.
Si trovano in abbondanza in tutto il paese numerose varietà di fiori con una vasta gamma di profumi, dimensioni e colori.
Varietà di loto e gigli d'acqua sbocciano in gran numero in fiumi, laghi, stagni e altri corsi d'acqua.

### Fauna
Tra gli animali più rappresentativi ci sono: la tigre del Bengala (nella foresta del Sundarbans), elefanti (nelle colline orientali di Chittagong), leopardi, scimmie, cervi pomellati, macachi, volpi e sciacalli. Tra i rettili, ci sono tartarughe, pitoni, coccodrilli e diverse specie di serpenti velenosi tra cui il famoso cobra. Ci sono moltissime specie di uccelli.

## Sport
Lo sport più praticato in Bangladesh è il cricket, diffuso dai tempi della dominazione inglese: il 9 febbraio 2020, la squadra di cricket del Bangladesh Under 19 ha vinto la Coppa del mondo di cricket Under 19, tenutasi in Sudafrica, battendo l'India. A partire dal 2012, è stata istituita a livello professionale la Bangladesh Premier League. Oltre al cricket ovviamente anche altri sport occidentali come il calcio e il badminton sono diventati molto diffusi. Attualmente posizionata al 182º posto nel ranking FIFA la Nazionale di calcio del Bangladesh, non ha al momento ottenuto importanti risultati in campo internazionale. Lo sport nazionale è il Kabaddi.

## Tradizioni

### Tradizioni culinarie

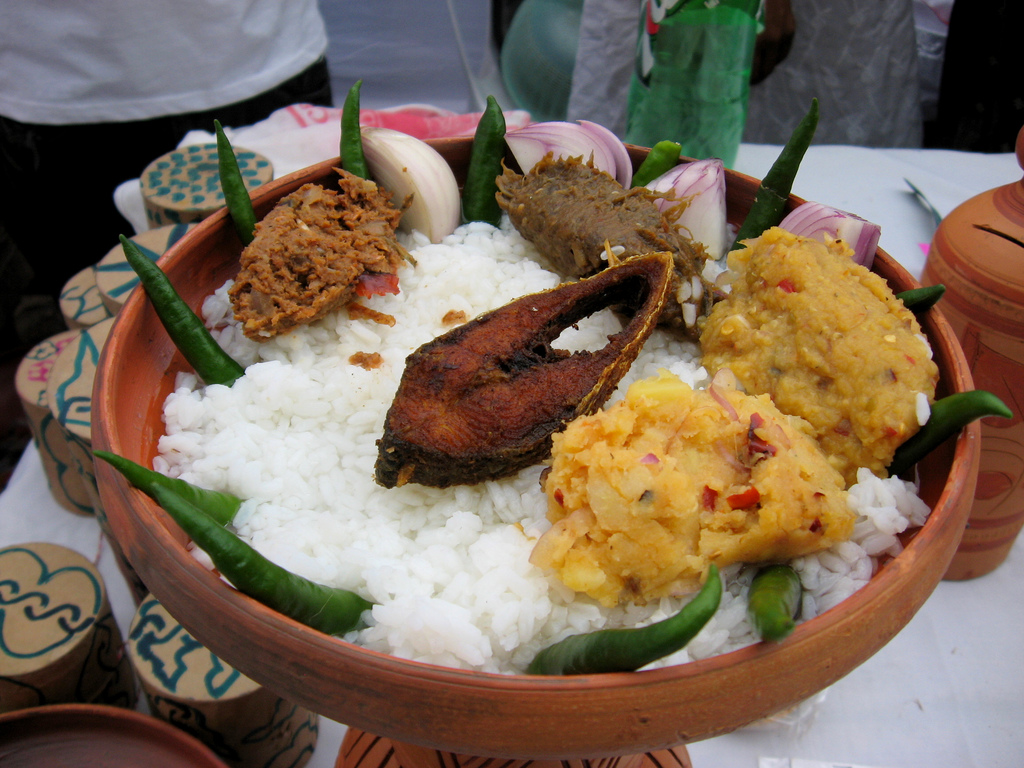
Il Panta Ilish, un piatto della tradizione bengalese a base di riso e pesce.

La tradizione culinaria del Bangladesh ha stretti rapporti con il mondo indiano e mediorientale, a cui si sommano caratteristiche proprie. I principali alimenti sono a base di riso e curry. Tipico snack originario del Bangladesh a base di melanzane viene chiamato beguni. Alcuni prodotti comuni sono Rôshogolla, Chômchôme e Kalojam.

### Abbigliamento
Il sari è di gran lunga l'abito femminile più diffuso, sebbene sia molto popolare anche la salwar kamiz, oltre agli abiti di foggia occidentale soprattutto nelle aree urbane. Tra gli uomini il vestiario occidentale trova maggiore accettazione. Gli uomini, spesso in occasioni religiose, utilizzano il Kurta o i churidar. Diffuso fra gli uomini è anche il Lungi, una sorta di lunga gonna che si lega intorno alla vita.

## Festività nazionali
| Data                                          | Nome                                    | Significato                                                                                 |
| --------------------------------------------- | --------------------------------------- | ------------------------------------------------------------------------------------------- |
| 26 marzo                                      | Giorno dell'indipendenza del Bangladesh | Celebra la Dichiarazione di Indipendenza dal Pakistan nel 1971                              |
| 14 aprile (o Calendario lunisolare bengalese) | Pahela Baishakh                         | Celebrazione del Capodanno bengalese                                                        |
| 16 dicembre                                   | Victory Day                             | Giorno della Vittoria sulle forze pakistane nella Guerra di liberazione bengalese, nel 1971 |

### Altre festività
I due Eid, Eid ul-Fitr e Eid ul-Adha sono le più importanti festività nel calendario islamico. Il giorno prima di Eid ul-Fitr è chiamato Ciad Rat (la notte della Luna), ed è spesso segnato dallo scoppio di petardi. A queste si sommano altre festività musulmane. Tra le principali festività indù vi sono Durga Puja e Saraswati Puja. Tra le festività buddiste v'è il Buddho Purnima, che segna la nascita del Buddha, mentre il Natale, chiamato Borodin (Gran giorno) è celebrata dalla minoranza cristiana. La principale festività laica è il Pohela Baishakh o capodanno bengalese, che segna l'inizio del calendario bengalese. Altre feste sono Nobanno, Poush parbon.. Il 21 febbraio si celebra la Giornata del movimento per la lingua